# 札幌市交通局570形電車
札幌市交通局570形電車（さっぽろしこうつうきょく570がたでんしゃ）は、札幌市交通局が1954年に導入した札幌市電の路面電車車両である。

## 概要
1954年（昭和29年）～1955年（昭和30年）に登場した。571～580号の10両。
560形をベースとした車両で、ほぼ同一設計であるが、前面窓と上部側窓（スタンディーウインドウ）がHゴム固定（いわゆるバス窓）となった。
登場当初の塗色は窓周りが淡緑、ほかは濃緑であった。後に330形と同様の塗色に変更されたが、ステンレスの飾り帯は付けられず、白帯となった。
製造当初は正面右側の運転台上部に小型の方向幕が設置されていたが、1960年（昭和35年）に中央に大型のものを設置する改造を行った。
575号は試験的に制御器を間接自動制御とし、空気ブレーキの代わりに電磁式ドラムブレーキ、電気ブレーキや弾性車輪、防音ギアを装備していた。他車と比較して制御・制動ともに扱いにくく、平坦線でしか運用できなかったため、後に他車と同じ直接制御・空気ブレーキに改造した。この改造に伴い台車も変更された。
576号以降は照度不足であった前頭部の前照灯が腰部に移動した。580形はこの後期車とほぼ同一設計である。
1965年（昭和40年）に571～574号・576～580号がA850形に車体と主要機器を譲って廃車となり、575号も1971年（昭和46年）に廃車となった。571号は1964年（昭和39年）に大型トラックに側面衝突され大破したが、571号としては修復されることなく、A850形に機器を転用されている。

## 主要諸元
- 全長：11,000mm
- 全幅：2,230mm
- 全高：3,815mm
- 自重：14.0t
- 定員：80人
- 出力・駆動方式：37.3kW×2・吊り掛け式
- 台車型式：住友金属KS-40（571 - 574号）、住友金属FS-64（575号）、住友金属FS-71（576 - 580号）